# Abaris (Kaukasier)
Abaris (altgriechisch Ἄβαρις Ábaris) ist eine männliche Gestalt der Griechischen Mythologie.
Laut Ovid wohnte er in der Gegend des Kaukasus und war ein Genosse des Phineus. Als es bei der Hochzeitsfeier von Perseus und Andromeda zu einem Handgemenge kam, wurde Abaris von Perseus mit einem großen Becher erschlagen.